# Фондеранцев, Герасим Ефимович
Фондеранцев Герасим Ефимович (4 марта 1899 год — 1982 год, июнь) — советский военачальник. Участник Великой Отечественной войны. Подполковник.
Кавалер орденов Ленина, Боевого Красного Знамени (1943), Александра Невского (1943), Суворова III-й степени.
Участник битвы за Москву.

## Биография
Герасим Фондеранцев родился в 4 марта 1899 года в деревне Новая Прага Александрийского района Кировоградской области Украины. В 1918 году Николаевским РВК был призван в Красную Армию. С 1918 года по 1920 год участвовал в гражданской войне.
В 1929 году был командиром 52-го полка 45-й кавалерийской дивизии в Забайкалье. Участвовал в военных действиях по защите КВЖД на территории Северо-Восточного Китая.

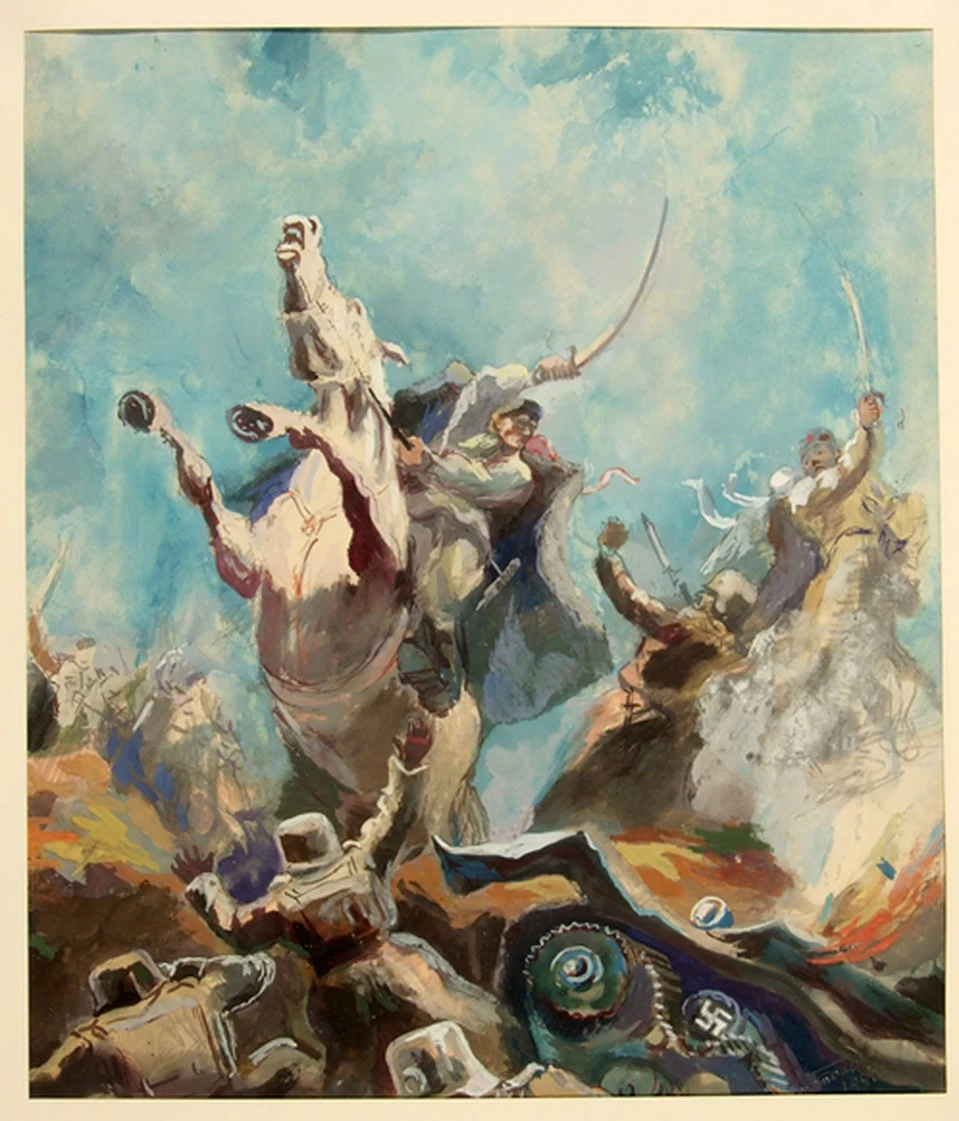
М.Филипович. Кавалерийская атака. Разгром немцев под Москвой

В начале Великой Отечественной войны, в июле 1941 года, в городе Коврове Владимирской области формируется 45-я кавалерийская дивизия, майор Г. Е. Фондеранцев был назначен начальником военно-хозяйственного снабжения дивизии.
В Великой Отечественной войне участвовал с 7 сентября 1941 года. 20 сентября 1941 года был назначен командиром 52-го кавалерийского полка 45-й кавалерийской дивизии, оборонявшей участок фронта под Вязьмой, принимал участие в Вяземской операции 1941 года. Вместе с уцелевшими бойцами дивизии с боями вышел из окружения (Вяземский «котёл»).
С 1942 года воевал в рядах 112-й Башкирской кавалерийской дивизии, сформированной в Уфе.
В ноябре 1942 год а во время Сталинградской битвы дивизия понесла большие потери (Юго-Западный фронт), были тяжело ранены командиры 294-й и 313-й кавалерийских полков Тагир Таипович Кусимов и Макаев Гариф Давлетович. Командир дивизии М. М. Шаймуратов принял решение объединить 275-й и 294 -й кавалерийские полки и назначить командиром полка Евграфова. Но через два дня он был ранен и командиром полка был назначен Файзи Гафаров. С декабря 1942 года — Хусаин Идрисов. С конца декабря 1942 года командиром сводного отряда (из бойцов 275-го и 294-го полка) был назначен подполковник Г. Е. Фондеранцев. При освобождении Белой Калитвы бойцы 1-го сабельного эскадрона 294-го кавалерийского полка под командованием лейтенанта А. А. Атаева в течение двух дней, 21-22 января 1943 года, удерживали стратегически выгодную высоту (Высота 30 героев- Высота Бессмертия).
В феврале 112-я Башкирская кавлерийская дивизия в составе 8-го кавалерийского корпуса участвовала в рейде в глубокий тыл врага в район железнодорожного узла Дебальцево Донецкой области. Во время рейда Г. Е. Фондеранцев командовал 294-м кавалерийским полком. За время рейда дивизия прошла с боями более 400 километров, ею было уничтожено несколько оружейных и продуктовых складов противника, почти 3000 солдат, 56 танков, 6 самолётов, 6000 автомашин. Было взято в плен около 2000 солдат и офицеров вермахта. При выходе из рейда погиб командир дивизии генерал-майор М. М. Шаймуратов и более половины бойцов дивизии.
Осенью 1943 года дивизия одной из первых форсировала Днепр, участвовала в освобождении Белоруссии.
14 января 1944 года во время Калинковичско-Мозырской операции командир 60 гв.кавалерийского полка 16-й гвардейской кавалерийской дивизии (бывшей 112-й кавдивизии) Г. Е. Фондеранцев был тяжело ранен.
После лечения в госпитали подполковник Г. Е. Фондеранцев продолжил службу в 5-м запасном кавалерийском полку в городе Печи Минской области Белоруссии.
После войны полковник Г. Е. Фондеранцев работал военным комиссаром в одной из областей Белоруссии.
Скончался в июне 1982 года.

## Награды
- Орден Ленина (1944)[3]
- Орден Красного Знамени (1918,1943)[4]
- Орден Александра Невского (1943)
- Орден Суворова III степени(1943)[5]
- Медаль 20 лет Красной Армии (1918)
- 50 лет Монгольской Народной Армии (1971)[6]

## Примечание
1. ↑  [ https://pamyat-naroda.ru/heroes/podvig-chelovek_nagrazhdenie22016502/?static_hash=4266dedabe9f8edeac9f63e746aa466fv1 Архивная копия от 14 июня 2021 на Wayback Machine Наградной лист. Фондеранцев Герасим Ефимович]
2. ↑  Постановление ГКО № орг/935 — орг/941 от 05.07.41. Дата обращения: 24 августа 2021. Архивировано 24 августа 2021 года.
3. ↑  Орден Ленина. Фондеранцев Г. Е. Дата обращения: 24 августа 2021. Архивировано 14 июня 2021 года.
4. ↑  Орден Красного Знамени. Г. Е. Фондеранцев.1943. Дата обращения: 24 августа 2021. Архивировано 27 июня 2021 года.
5. ↑  Орден Суворова. Дата обращения: 24 августа 2021. Архивировано 14 июня 2021 года.
6. ↑  Медаль «50 лет Монгольской Народной Армии». Дата обращения: 24 августа 2021. Архивировано 24 августа 2021 года.